# Efedrin
Efedrin (N-metil-β-hidroksiamfetamin, C10H15NO) je alkaloid prisutan u biljnim vrstama roda Ephedra (kositernice).

## Povijest
Efedrin je prvotno izoliran iz biljke ma huang (Ephedra vulgaris, kositrenica), a poslije sintetiziran. Kineski liječnici ga već tisuće godina upotrebljavaju u medicinske svrhe. Aktivni spoj efedrin iz biljke su izolirali japanski istraživači 1885. godine, no nije bio poznat u zapadnom svijetu sve do ispitivanja Chena i Schmidta u Sjedinjenim Državama, oko 1925. godine.

## Kemija
S obzirom na kemijsku strukturu, efedrin ubrajamo u supstituirane amfetamine.
Strukturno je sličan adrenalinu i amfetaminu te ima slično djelovanje.
Efedrin je optički akitivan. U molekuli postoje 2 kiralna centra, stoga postoje 4 različita stereoizomera - (1R, 2S), (1S, 2R), (1S, 2S) i (1R, 2R).
Obično se jedan enantiomerni par ((1R, 2S) i (1S, 2R)) naziva efedrin,  dok se drugi ((1S, 2S) i (1R, 2R))) naziva pseudoefedrin.

## Djelovanje
Efedrin je simpatomimetik. Djeluje izravno na α- i β-adrenergičke receptore te posredno, oslobađajući noradrenalin iz pričuve.
Dekongestivno djelovanje efedrina temelji se na suženju krvnih kapilara u nosu, što za posljedicu ima smanjenje otečenosti nosa i lakše odčepljivanje dišnih puteva.

## Nuspojave
Nuspojave su slične kao kod amfetamina, ali slabije izražene. One uključuju:
- glavobolju
- nervozu
- nesanicu
- ubrzan rad srca
- povišen krvni tlak
- gubitak apetita

U slučaju duge ili pretjerane upotrebe efedrina u obliku kapi za nos može doći do pojave naknadne kongestije (začepljenja) nosa (tzv. ”rebound” efekt).

## Primjena
Koristi se kao bronhospazmolitik u liječenju bronhijalne astme te u obliku kapi za nos kao nazalni dekongestiv (sredstvo za odčepljivanje nosa) kod prehlade, sinusitisa i raznih alergičnih stanja (npr. peludne groznice, serumske bolesti, urtikarije). 
Može biti zamijenjen sintetskim ariletilaminima, kao što su fenilefrin (neo-sinefrin) i oksimetazolin (Operil®).
Osušena biljka efedra se može koristiti kao čaj i može se kupiti u raznim čajankama.
Efedrin se također i zloupotrebljava kao doping te sredstvo za mršavljenje među bodybuilderima, često u kombinaciji s kofeinom i acetilsalicilnom kiselinom ("ECA").

## Zakonska regulativa
Efedrin je vrsta tvari koja se može uporabiti za izradu droga ("prekursor"). Uvršten je u Hrvatskoj na temelju Zakona o suzbijanju zlouporabe droga na Popis tvari koje se mogu uporabiti za izradu droga - Europski klasifikacijski sustav ovisno o mogućnostima zlouporabe, Službeni list Europske unije od 18. veljače 2004. Kemijsko ime po CAS-u je ([R-(R*,S*)]--[1-(methylamino)ethyl]-benzenemethanol), KN oznaka je 2939 41 00, CAS-ov broj je 299-42-3.